# Ferdynand Jan Ror
Ferdynand Jan Ror (Rohr) herbu własnego – stolnik trocki do 1692 roku, podstoli trocki w latach 1665–1688, horodniczy trocki w 1665 roku, starosta somiliski w 1669 roku.
Był elektorem Michała Korybuta Wiśniowieckiego z województwa trockiego w 1669 roku. Był posłem powiatu trockiego województwa trockiego na sejm nadzwyczajny 1672 roku.